# Flexicoelotes jiaohanyanensis
Espèce
Flexicoelotes jiaohanyanensis est une espèce d'araignées aranéomorphes de la famille des Agelenidae.

## Distribution
Cette espèce est endémique de Guangxi en Chine,. Elle se rencontre dans la grotte Jiaohanyan à Equan dans le xian de Jingxi à Baise à 697 m d'altitude.

## Description
Le mâle holotype mesure 6,58 mm et la femelle paratype 4,76 mm.

## Étymologie
Son nom d'espèce, composé de jiaohanyan et du suffixe latin -ensis, « qui vit dans, qui habite », lui a été donné en référence au lieu de sa découverte, la grotte Jiaohanyan.

## Publication originale
- Chen, Li & Zhao, 2015 : A new genus of Coelotinae (Araneae, Agelenidae) from southern China. ZooKeys, no 541, p. 41-56 (texte intégral).